# 薬王寺 (白井市)

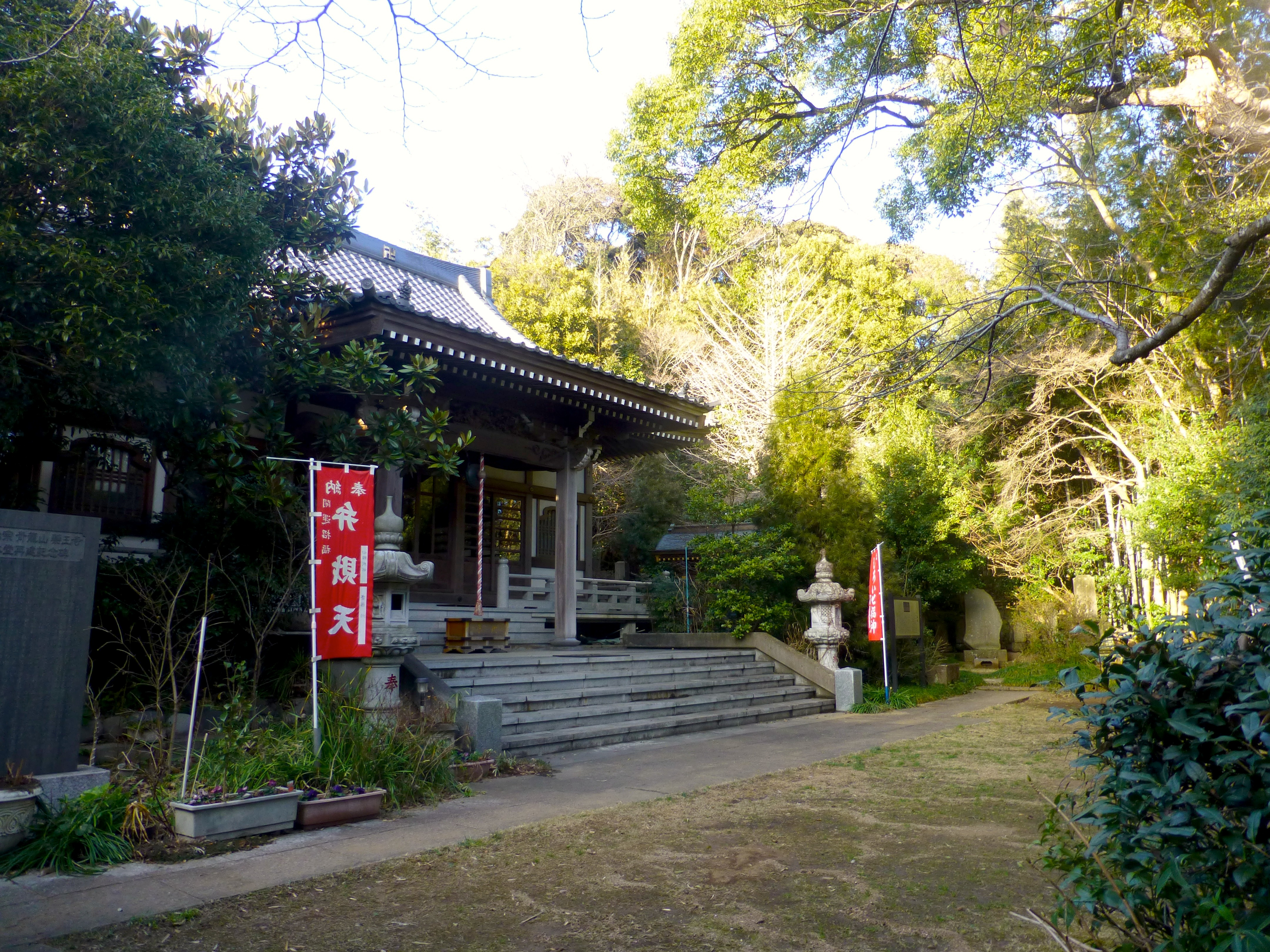
本堂

薬王寺（やくおうじ）は、千葉県白井市清戸にある天台宗の寺院。山号は青龍山。本尊は阿弥陀如来。

## 由緒
この寺の創建については不詳であるが、言い伝えによれば大同年間（806年 - 810年)に建てられたと伝えられている。

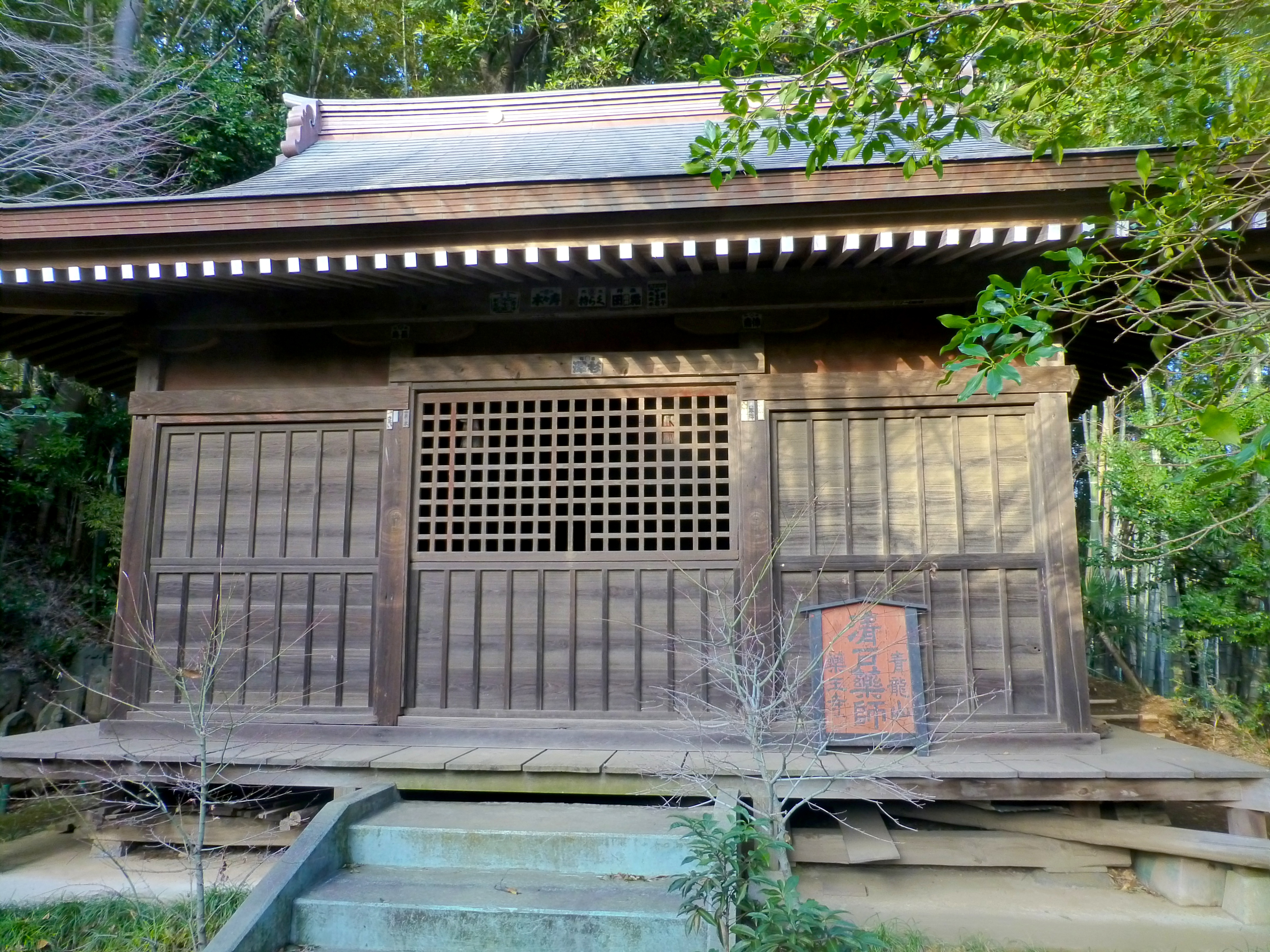
薬師堂

近隣に弁財天という神社がある。

## 伽藍
- 本堂
  - おそらく大同年間に建立されたと思われる。2001年に再建された。
- 薬師堂

## 文化財
- 千葉県指定史跡
  - 清戸の泉附版木

上記のうち版木（「清戸の泉」に祀られる弁財天社にまつわる縁起）がこの寺に保存されている。なお、「清戸の泉」は船橋カントリークラブ内にある。

## 所在地
- 千葉県白井市清戸6